# Dusona pectoralis
Dusona pectoralis là một loài tò vò trong họ Ichneumonidae.